# 查馬克科略山
16°56′0″S 67°22′57″W / 16.93333°S 67.38250°W
查馬克科略山（Ch'amak Qullu），是玻利維亞的山峰，位於該國西部拉巴斯省，處於亞伊普里山東南面，屬於安第斯山脈中基姆薩克魯斯山脈的一部分，海拔高度5,350米。